# Verges, Frankrike
Verges är en kommun i departementet Jura i regionen Bourgogne-Franche-Comté i östra Frankrike. Kommunen ligger i kantonen Conliège som tillhör arrondissementet Lons-le-Saunier. År 2022 hade Verges 197 invånare.

## Befolkningsutveckling
Antalet invånare i kommunen Verges
Referens:INSEE